# Elaidin
Elaidin, eller trielaidin, är triglyceriden av elaidinsyra. Eftersom elaidinsyra är trans-isomeren av oljesyra är (tri)elaidin trans-isomeren av triolein. Elaidin kan erhållas genom inverkan av salpetersyrlighet på icke torkande oljor, då triolein i oljorna isomeriseras till elaidin och övergår i fast form. Elaidinet är kristallint och smälter vid cirka 34 °C. Bildandet av elaidin på detta sätt kan användas som ett sätt att särskilja torkande och icke torkande oljor.